# سفير اكس
سفير-اكس (بالإنجليزية: SPHEREx)‏ اختصارًا عن (بالإنجليزية: Spectro-Photometer for the History of the Universe, Epoch of Reionization, and Ices Explorer)، ترجمة حرفية 'مطياف تاريخ الكون، حقبة إعادة التآين، ومستكشف الجليد'‏، هو مقراب فضائي مسحي سيوجه لمراقبة ما يصل الى 450 مليون مجرة ضمن نطاق طيف الاشعة تحت الحمراء القريبة، اختير في فبراير 2019 من قبل وكالة الفضاء الأمريكية ناسا ليكون مهمتها التالية ضمن برنامج المستكشفات الفضائية عن فئة المستكشفات المتوسطة (MIDEX) متفوقًا على مشروعي أركس [الإنجليزية] وفينيس [الإنجليزية]، من المخطط اطلاقه محمولاً على صاروخ فالكون 9 بلوك 5 في 4 مارس 2025 من قاعدة فاندنبرغ الجوية بحمولة مشتركة مع عدد من الاقمار الاصطناعية الصغيرة لمشروع بنتش [الإنجليزية]، الباحث الرئيسي في المشروع هو "جيمس بوك" من معهد كالفورنيا للتقانة في باسادينا، كاليفورنيا.

## نظرة عامة

### المهمة
تستخدم مهمة سفير-اكس مطيافًا لغرض إجراء مسح شامل للسماء ضمن طيف الأشعة تحت الحمراء القريبة ضمن نطاق بين (0.75 و 5.0 ميكرومتر)، ستُعتمد أداة واحدة ذات وضع مراقبة واحد بدون أي أجزاء متحركة لرسم خريطة كاملة للسماء (ضمن 96 نطاقًا لونيًا مختلفًا، وهو ما يفوق بكثير الدقة اللونية للمسوحات الشاملة السابقة)، سيتم تكرار هذا المسح أربع مرات خلال المدة الاسمية للمهمة التي تستمر 25 شهرًا؛ التكنولوجيا الأساسية المستخدمة في المهمة هي المرشح الخطي المتغاير (بالإنجليزية: Linear Variable Filter)‏، وهي تقنية أثبتت فعاليتها في أداة لايزا في نيو هورايزونز.
سيقوم سفير-اكس بتصنيف المجرات وفقًا لدقة الإزاحة الحمراء، سيشمل التصنيف حوالي 450 مليون مجرة ويطابق النتائج مع مكتبة قوالب طيفية للمجرات، حيث سيقوم برصد واستشعار الإشارات القادمة من الضوء داخل الهالات المجرية، ومن حقبة إعادة التأين، مما سيؤدي الى اكتشاف المحفزات التي أدت إلى تضخم الكون المبكر، وأصل وتاريخ المجرات، وأصل الماء في الأنظمة الكوكبية.
ستكمّل مسوحات مهمة سفير-اكس الطيفية مسوحات تلسكوب اقليدس وتلسكوب رومان الذي لازال قيد الإنشاء، حيث ستوفر بيانات عالية الدقة عن الإزاحة الحمراء للمجرات الأمامية، مما يسمح بقياس توزيع المادة المظلمة المحيطة بهذه المجرات بشكل مباشر عند مقارنة النتائج مع قياسات عدسات الجاذبية الضعيفة من تلسكوبي اقليدس ورومان، كما أن مسح الإزاحة الحمراء المنخفض الذي سينفذه مرصد سفير-اكس سيمكن من قياس معاملات التضخم الكوني بشكل شبه مستقل، مما سيفتح مسارًا جديديًا لأدلة التضخم الكوني.

### المركبة
سيحتوي التلسكوب ثلاثي المرايا على فتحة بقطر 20 سنتيمتر (7.9 بوصة) مع مجال رؤية يبلغ (3.5° × 11°)، بالإضافة إلى ست مصفوفات 2K × 2K مستشعرات ضوئية مصنوعة من تيلورايد الزئبق كادميوم [الإنجليزية] (HgCdTe).
يُغطى المستوي البؤري لكل مصفوفة بصرية بمرشح خطي المتغاير (LVF)، مما يوفر استجابة ضيقة النطاق مع مركز نطاق يتغير على طول محاور واحد من المصفوفة، تجمع مهمة سفير-اكس الأطياف من خلال التعريض المتعدد للمصدر، حيث يتم وضع المصدر المستهدف في عدة مواقع ضمن مجال الرؤية، ليُقاس عند أطوال موجية متعددة عبر إعادة توجيه المرصد.
تم تصنيع المركبة من قبل شركة بال للفضاء والتكنولوجيا [الإنجليزية]، بينما تم تطوير الحمولة والأجهزة العلمية من قبل معهد كاليفورنيا للتقانة ومختبر الدفع النفاث التابع لوكالة ناسا، كما سيقدم معهد كوريا لعلوم الفلك والفضاء (KASI) دعمًا إضافيًا عبر توفير غرفة اختبار تبريد مبردة غير مخصصة للطيران.

## نظرة تاريخية
تم تقديم مقترح مهمة سفير-اكس إلى وكالة ناسا في 19 ديسمبر 2014، وتم اختياره لتطوير المفهوم الأولي (المرحلة A) في 30 يوليو 2015 ضمن برنامج المستكشفات الصغيرة، تم تسليم التقرير المفصل لدراسة المفهوم إلى ناسا في 19 يوليو 2016، غير أنه لم يُدرج ضمن برنامج المستكشفات الصغيرة (SMEX)، في 15 ديسمبر 2016 تم تقديم نسخة محسّنة من سفير-اكس كجزء من برنامج المسكشفات المتوسطة (MIDEX) وتم اختياره كواحد من المشاريع النهائية في أغسطس 2017 إلى جانب مهمتين منافستين: أركس [الإنجليزية] وفينيس [الإنجليزية] الخاصة بمسح الأطياف تحت الحمراء للكواكب الخارجية، حصل فريق كل من المهمات الثلاث على مبلغ (2$ مليون دولار أمريكي) للعمل على تحسين مفاهيم مهماتهم خلال فترة تسعة أشهر، ليتم اختيار سفير-اكس كمشروع فائز في فبراير 2019، وحصلت المهمة على الموافقة النهائية للانتقال إلى مراحل التصميم والبناء والإطلاق.
تخصص ناسا تكلفة بعثات برنامج المستكشفات المتوسطة (MIDEX) بحوالي (250$ مليون دولار أمريكي) من غير مركبة الإطلاق، اعتبارًا من أبريل 2020 قُدرت التكلفة الإجمالية الأولية لمهمة سفير-اكس بين (395$ مليون إلى 427$ مليون دولار أمريكي) تشمل هذه التقديرات تكلفة مركبة الإطلاق والاحتياطات المالية لناسا التي لا تدخل ضمن الحد الأعلى للتكلفة.
في 7 يناير 2021، أعلنت ناسا أن المهمة دخلت (المرحلة سي)، مما يعني الموافقة على الخطط التصميمية الأولية، وبدء العمل على التصميم النهائي وتجميع الأجهزة والبرمجيات، على أن يتم الإطلاق بين يونيو 2024 وأبريل 2025، في 4 فبراير 2021، أعلنت ناسا اختيارها لصاروخ فالكون 9 التابع لشركة سبيس إكس لإطلاق المركبة الفضائية بتكلفة إطلاق إجمالية تبلغ (98.8$ مليون دولار أمريكي)، وفي أغسطس 2022، أعلنت ناسا أن 4 أقمار صناعية صغيرة خاصة بمهمة بنتش [الإنجليزية] ستنطلق كحمولة مشتركة مع سفير-اكس.

## المعرض

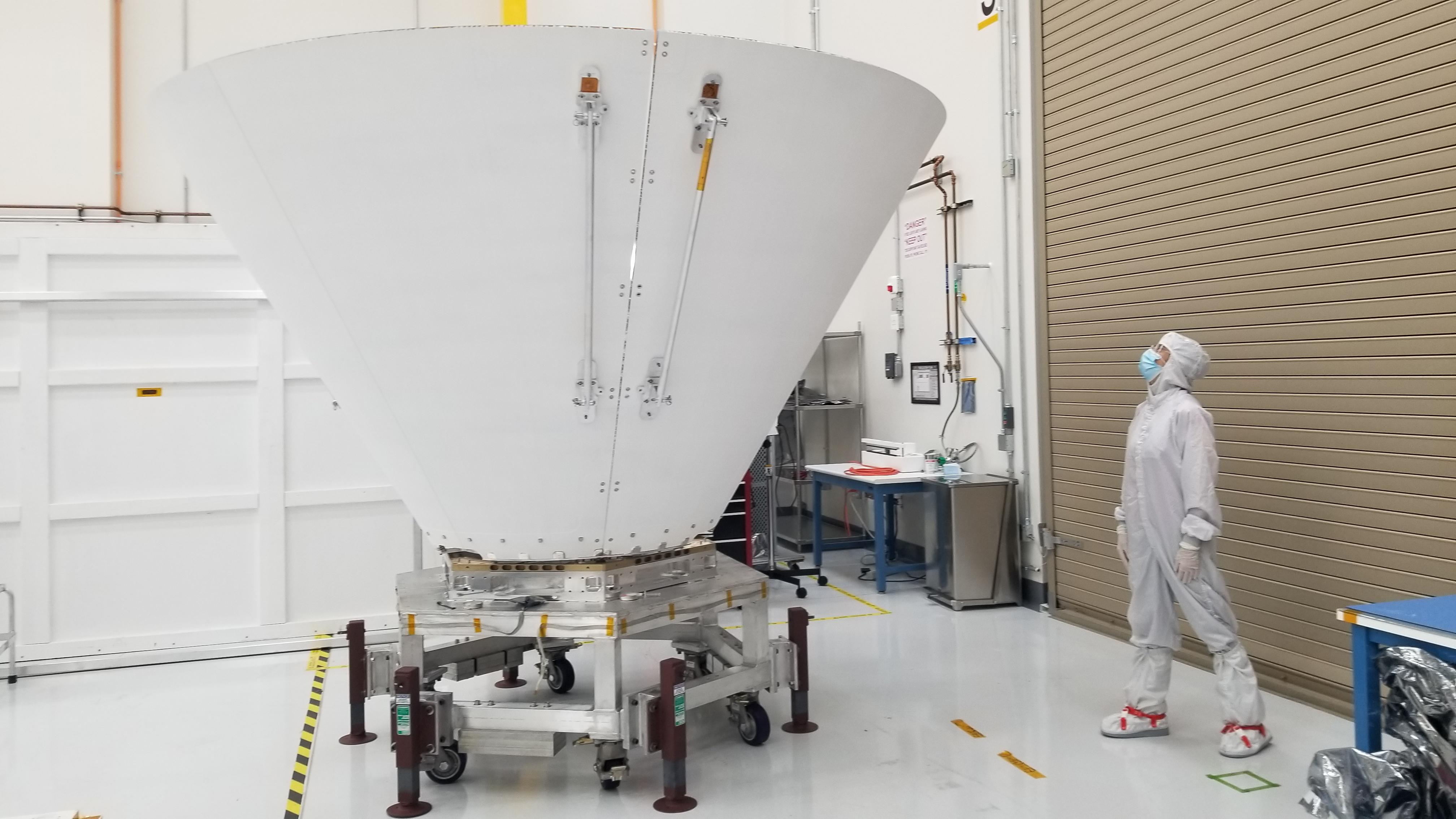
درع الفوتونات الخارجي لمرصد سفير-اكس.
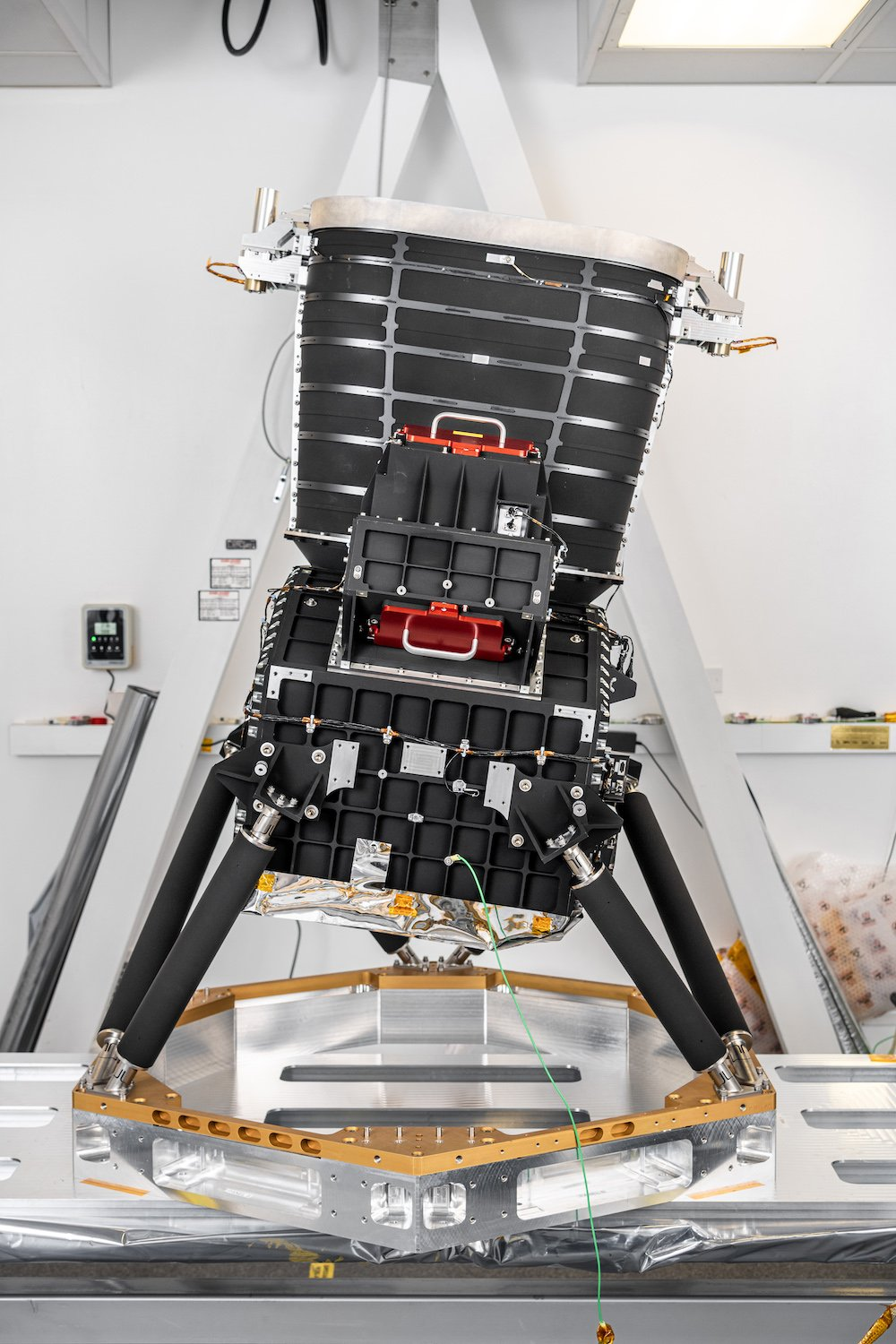
صورة لتلسكوب ومستشعرات مرصد سفير-اكس.
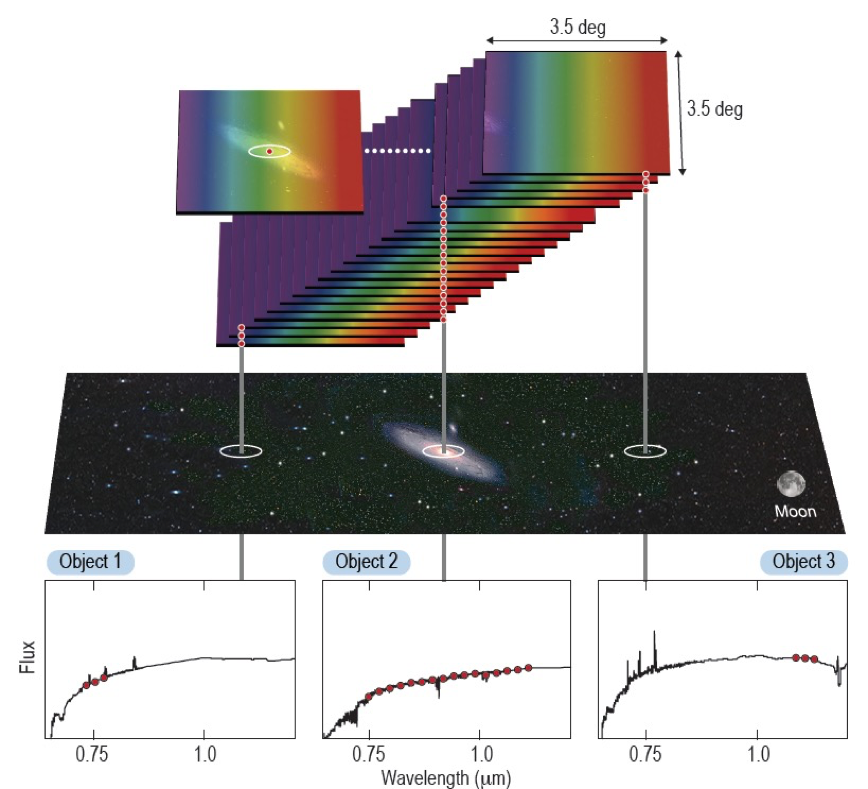
صورة توضيحية لتقية التعريض المتعدد في مستشعرات مهمة سفيراكس.
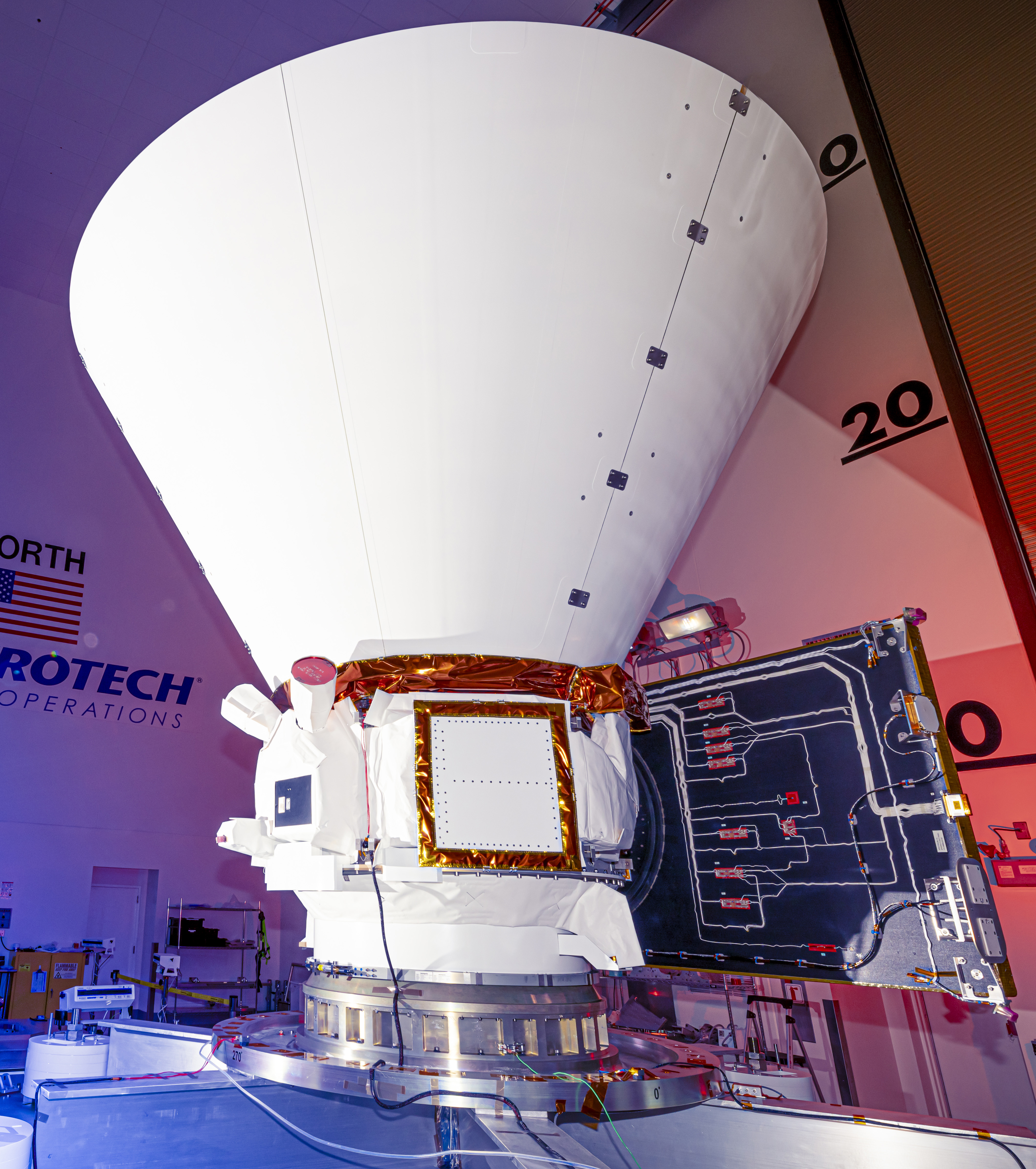
الشكل النهائي الكامل لمرصد سفير-اكس.

## طالع أيضًا
- مرصد فيرمي الفضائي لأشعة غاما
- مقراب جيمس ويب الفضائي
- إقليدس (مقراب فضائي)
- مقراب سبيتزر الفضائي